# Alladian
L'alladian (o alladyan, o allagia, o allagian) és la llengua kwa que parlen els aladjans del sud-est de Costa d'Ivori. Es parla en 25 poblacions de la subprefectura de Jacqueville, al departament homònim, a la regió de Grans Ponts. L'alladian és parlada per entre 23.000 (1993, ethnologue) i 35.000 (joshuaproject) persones. El seu codi Iso 639-3 és ald i el seu codi al glottolog és alla1248.

## Família lingüística
L'alladian és una llengua que està juntament amb l'avikam en un subgrup de les llengües nyos, que són llengües kwa, que formen part de la gran família de les llengües nigerocongoleses.

## Geolingüística i pobles veïns
L'alladian es parla en 21 poblacions en la franja de terra que hi ha entre la Llacuna Ebrié i la costa de l'oceà Atlàntic, a la subprefectura de Jacqueville, que està al departament homònim, a la regió de Grans Ponts.
Segons el mapa lingüístic de Costa d'Ivori, el territori alladian està en tres petits territoris. Els tres són contigus i estan situats a gairebé la totalitat del territori que hi ha entre la llacuna Ebrié i l'Atlàntic des de l'alçada de la ciutat d'Abidjan, al nord del seu extrem oriental. La part central del seu territori el comparteixen amb els aproumu aizis. A l'est, els alladians limiten amb els ebriés i els betis. A l'altra banda de la llacuna, al nord, limiten, d'est a oest, amb els ebriés, els adioukrous, els mobumrin aizis, els tiagbamrin aizis i amb els yuocoboué dides.

## Dialectes
En l'ethnologue i el glottolog no apareix que l'alladian tingui dialectes.

## Sociolingüística, estatus i ús de la llengua
L'alladian és una llengua desenvolupada (EGIDS 5): Està estandarditzada té literatura i gaudeix d'un ús vigorós per persones de totes les edats i generacions tant en la llar com en societat en tots els àmbits tot i que no és totalment sostenible. Entre el 25% i el 50% dels que estan escolaritzats en alladian la tenen com a segona llengua. L'alladian s'escriu en alfabet llatí. Els alladians també perlen el francès, llengua oficial del país.